# Miroslav Miller
Miroslav Miller (ur. 19 sierpnia 1980 roku w Mladej Boleslavi) – były czeski piłkarz, grający podczas swojej kariery na pozycji bramkarza. Jest wychowankiem FK Mladá Boleslav i w sezonie 2005/2006 wywalczył z nim wicemistrzostwo Czech.